# Екліметр

Екліметр (рос. эклиметр, англ. clinometer, нім. Eklimeter n, Neigungsmesser, Gefällemesser m).
1). Портативний кишеньковий прилад для вимірювання кутів нахилу ліній на земній поверхні й у підземних гірничих виробках з точністю до 0,25о. Застосовують екліметри головним чином при рекогносцирувальних роботах. Набув розповсюдження екліметр Брандіса, виготовлений у вигляді круглої закритої коробки з односторонньо навантаженим лімбом, аретирним пристроєм для лімба й оглядовим вікном, скріпленим з візирною трубкою прямокутного перетину, в зоровий діоптр якої поміщена відлікова лупа, а на бічній поверхні коробки нанесена таблиця горизонтальних закладань довжин, кратних 10 при різних кутах нахилу (див. рис.).
2). Складова частина гірничого компаса, виконана у виді маятникового виска, який гойдається на шпилі магнітної стрілки, і напівкругової шкали, поміщеної усередині компасної коробки, або у вигляді односторонньо навантаженого лімба, вільно підвішеного на горизонтальній осі. У деяких типах компасів Е. забезпечено аретирним пристосуванням.